# Ceratophygadeuon italicus
Ceratophygadeuon italicus är en stekelart som beskrevs av Horstmann 1979. Ceratophygadeuon italicus ingår i släktet Ceratophygadeuon och familjen brokparasitsteklar. Inga underarter finns listade i Catalogue of Life.